# Waddan
Ueddan (arabe : ودان) est une ville de Libye située dans une oasis du Sahara, dans le district d'Al Djoufrah, au nord-est de la région de Fezzan. La ville est située à 280 km au sud de Syrte et à 20 km au nord-est de Houn.

## Histoire
Un trésor y a été découvert en 1929.

### Guerre civile libyenne
Pendant la révolte libyenne de 2011, Waddan est parmi les dernières villes à résister à l'avancée des combattants anti-Kadhafi. La ville tombe entre les mains des forces insurgées le 21 septembre 2011.